# Квемо Аші
Квемо Аші (груз. ქვემო აში) — село в Грузії.
За даними перепису населення 2014 року в селі проживає 24 особи.